# Щукин, Борис Фёдорович
Бори́с Фёдорович Щу́кин (20 марта 1891 — 2 сентября 1981) —  российский и советский актёр, заслуженный артист РСФСР (1945).

## Биография
Борис Щукин родился 20 марта 1891 года в селе Татарово Владимирской области.
Учился в Московском филармоническом училище по классу драмы. С 1911 года служил в театрах Москвы, Днепропетровска, Краснодара, Куйбышева, Омска, Ташкента, Саратова.

## Роли в театре
- «Машенька» — профессор Окаёмов
- «Фельдмаршал Кутузов» — Багратион
- «Бесприданница» А. Н. Островского — Карандышев
- 1948 — «На всякого мудреца довольно простоты» А. Н. Островского. Режиссёр: Георгий Сальников — Иван Иванович Городулин
- 1958 — «Живой труп» Льва Толстого. Режиссёр: М. М. Ляшенко — Сергей Дмитриевич Абрезков
- 1964 — «Совесть» Д. Павлова. Режиссёр: Дмитрий Лядов — Цветаев

## Признание и награды
- Заслуженный артист РСФСР (1945)